# رضا صاحبی
غلامرضا صاحبی  (زاده ۱۳۴۵ ) بازیکن فوتبال بازنشسته و مربی فوتبال ایرانی است. او از سال ۱۳۷۷ تا ۱۳۸۲ در باشگاه فوتبال ذوب‌آهن اصفهان بازی می‌کرد و در لیگ آزادگان ۸۰–۱۳۷۹ با به ثمر رساندن ۱۴ گل برای ذوب‌آهن آقای‌گل لیگ فوتبال ایران شد. او پیش و پس از ذوب‌آهن در باشگاه فوتبال پیام مشهد بازی کرد و در سال ۱۳۸۵ به دلیل مصدومیت فوتبال را کنار گذاشت.
سپس به دنیای مربیگری روی آورده که می‌توان به موارد زیر اشاره کرد
۱.مربیگری پیام خراسان در زمان سرمربیگری عباس چمنیان
۲.سرمربی تیم فوتبال پالایشگاه گاز سرخس
۳.سرمربی تیم فوتبال امیدهای پدیده
۴.سرمربی تیم علم و ادب آذربایجان